# Salvador Domínguez
Salvador Domínguez (Madrid, 10 de mayo de 1953) es un guitarrista de rock y blues, escritor, compositor y productor español.
Como guitarrista ha grabado algunos temas de la discografía de Miguel Ríos como «Rocanrol bumerang» o la «Ciudad de neón». También compuso los temas «Reina de la noche» y «Banzai» para Miguel Rios o «Voy a tu ciudad» para su grupo "Banzai". Ha escrito dos interesantes obras de la literatura musical española, "Bienvenido Mr. Rock, los primeros grupos hispanos 1957-1975" y "Los hijos del rock, los grupos hispanos 1975-1989" hasta la fecha, y desde que Salvador publicase su primer método de guitarra de rock en 1990, miles de estudiantes de guitarra eléctrica de España y Latinoamérica han aprendido con sus métodos.

## Biografía
Nacido en Madrid y criado entre Caracas y Miami, empezó a tocar la guitarra y a escribir canciones a los 12 años. A principios de los años 70 trabajó como músico de sesión para el productor Alain Milhaud. Pasó por las bandas más representativas del underground madrileño de la época, como Arkham, Cerebrum o Blue Bar. Tocó con Los Canarios y Los Pekenikes. En 1978 grabó su primer álbum en solitario, Banana, al que siguió Recién pinchado en 1979.
Colaboró en la grabación de varias canciones para Miguel Ríos, «Rocanrol bumerang», «La ciudad de neón», y en la composición de «Banzai» y «Reina de la noche», incluidas algunas de ellas tanto en el disco "Extraños en el escaparate" como en el doble LP Rock and Ríos y ha colaborado en discos de Extremoduro, Seguridad Social, La Frontera o Jaime Urrutia entre otros.
En 1982 formó Banzai, grupo con el que grabó un disco homónimo que se publicó en 1983 y un segundo disco titulado "Duro y potente" en 1984.
Tras la separación de Banzai, formó una nueva banda de hard rock, Tarzen, junto a los hermanos Michel Peyronel (Riff) y Danny Peyronel (Heavy Metal Kids y UFO). Con ellos grabó los discos "Tarzen" y "Madrid" y, tras girar por algunas ciudades de Europa, Estados Unidos y Latinoamérica, el grupo se disolvió en 1991.
A su regreso a España Salvador retomó de nuevo su carrera como solista publicando los discos Sangre en la arena (1992), Psicópatas urbanos (1998), New Flower Power (2005) y Recuperemos la ilusión (2014).
Paralelamente, Salvador Domínguez, además de impartir cursos y participar en conferencias universitarias, ha publicado varios libros y vídeos didácticos -Psicópatas del mástil (1999) y Psicópatas del mástil Vol. 2. ¡A toda máquina! (2006) -, muy bien considerados por la crítica especializada y por los estudiantes de guitarra de rock y blues.
En junio de 2000 presentó el libro Leyendas de la guitarra de blues acompañado de un CD titulado Racketeer blues, y seguido por los libros "Bienvenido Mr. Rock, los primeros grupos hispanos 1957-1975" y "Los hijos del rock, los grupos hispanos 1975-1989", dos obras fundamentales en la literatura musical española.
En 2011, 24 años después de su última reunión en 1987, Banzai regresa a los escenarios grabando un nuevo disco esta vez en directo y titulado "En vivo y Potente". Concierto que se llevó a cabo en el nuevo auditorio del Parque Aluche de Madrid. Salvador prepara la publicación de un nuevo libro, la reconstrucción de la historia del showbiz antes de la llegada del rock, que arranca con la invención del fonógrafo en 1877 y culmina con la llegada, en los 50, de Elvis Presley, Chuck Berry, Little Richard o Gene Vincent.

## Discografía

### Banana
- The Ultimate Bootleg - Live in Madrid 8/5/1976 (2014)

### En solitario
- Banana (1978)
- Recién pinchado (1979)
- Sangre en la arena (1992)
- Psicópatas urbanos (1997)
- New Flower Power (2005)
- Recuperemos la ilusión (2014)

### Banzai
- Banzai (1983)
- Duro y Potente (1984)
- Alive N' Screaming (1988)
- En vivo y potente (2012)

### Tarzen
- Tarzen (1985)
- Madrid (1989)